# Scotorythra nephelosticta
Scotorythra nephelosticta là một loài bướm đêm trong họ Geometridae.